# Mitchelstown
Mitchelstown (irl. Baile Mhistéala) – miasto w hrabstwie Cork w Irlandii. Liczba mieszkańców w 2011 roku wynosiła 3677 osób.

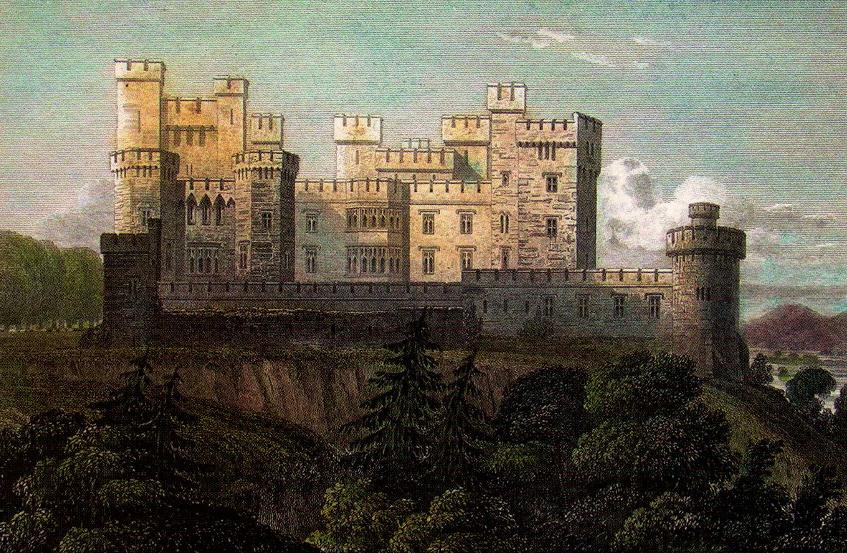
Zamek w Mitchelstown
na XIX-wiecznej ilustracji